# 그대와 음악사이
《그대와 음악사이》는 KBS청주 음악FM에서 방송 중인 올드 팝과 재즈, 월드뮤직, 크로스오버, 뉴에이지, 영화음악까지 클래식 전문프로그램이다.

## 진행자
- 이해수 아나운서 (남)

## 요일별 코너
- 월요일 : 시간의 모퉁이에서 시를 읽다 - 청취자의 목소리로 듣는 시 : 어느 날, 시가 내게로 왔다! 좋은 시를 읽으면 마음이 선해집니다. 학창시절에 만난 추억의 시와 감수성 충만한 우리 시대 시인들의 시, 충북과 인연을 맺은 시인들의 아름다운 시를 만나보세요. 매주 한 편씩은 <그대와 음악 사이> 애청자 여러분이 직접 낭송한 시가 배달됩니다.
- 화요일 : 영화처럼, 음악처럼 - 귀로 감상하는 영화 한편 : 희망과 절망, 사랑과 상처, 냉정과 열정 사이의 감동이 아로새겨진 영화 속 잊지 못할 장면들이 있습니다. 그 영상 위로 흐르던 불멸의 O.S.T를 기억하시나요? 매주 화요일, 아름다운 음악과 함께 감동적인 영화 한 편을 준비합니다.
- 수요일 : 연상 음악퀴즈 - 퀴즈는 행운을 싣고 : 수요일엔 빨간 장미도 좋지만 퀴즈는 어떠세요? 한 주일의 중반, 지루해지기 쉬운 수요일에 음악을 들으면서 연상되는 단어를 맞히는 시간입니다. 물론 깜찍한 행운의 선물도 기다립니다.
- 목요일 : 마음 쉼터의 음악 -  내 안의 나를 만나는 시간 : 느리고 단순한 삶, 멈추어 바라보는 시간의 즐거움을 음악으로 느껴봅니다. 편안하고 아름다운 뉴에이지, 크로스오버를 중심으로 마음이 쉬어갈 쉼터를 마련해 드립니다. 한 곡의 음악이 흐르는 시간만이라도 잠시 눈을 감아보세요. 그곳이 바로 우리의 마음쉼터입니다.
- 금요일 : 이해수의 Jazz 수첩 - 재즈는 어려운 음악, 마니아들의 음악이라는 선입견을 접어둡니다. DJ 이해수 아나운서의 재즈수첩에 소중히 적힌 이야기들, 멋스럽고, 분위기 있는 재즈 넘버들을 만나봅니다.
- 토요일 : 라디오 미술관 - 그림으로 마음읽기 : 그림은 문학작품이나 음악처럼 사람 사이의 공감과 소통, 치유를 돕는 아름다운 것입니다. 어떤 그림들은 거울처럼 ‘나’를 비춰주지요. 내가 미처 알지 못했던 마음의 구석진 자리까지 살펴볼 수 있는 신기한 거울이자 위안의 거울인 그림을 음악과 함께 마음의 방에 걸어 드립니다.
- 일요일 : 음악과 함께 명작을 읽다 - 무수한 세월의 파도에 씻기지 않은 불멸의 고전들. 동서양 작가들의 고전명작을 행간을 채우는 음악과 함께 감상합니다. 원작을 그대로 읽어주는 것이 아니라 이미 책을 읽은 사람이 이야기를 전달했던 그 옛날의 전기수(傳奇?)처럼, 그대와 음악 사이의 감성으로 재구성해 전해드립니다. 휴일 오전의 한 시간, 행복한 책읽기가 되기를...
- [매일코너 (월~금)] : 지구 저편에서 온 음악 - 드넓은 세상의 구석구석, 지구 저편 사람들의 숨결과 삶의 결이 담긴 월드뮤직을 매일 한 곡씩 소개합니다. 라틴 아메리카, 러시아, 아프리카, 아시아, 유럽 등 저마다 별처럼 빛나는 세계의 음악들과 만나보세요.